# 66 Maja
66 Maja (în română 66 Maia) este un mic asteroid întunecat din Centura principală.

## Descoperirea asteroidului
Maia a fost descoperit de astronomul american Horace Parnell Tuttleia 9 aprilie 1861 (la data de 10 aprilie, a raportat descoperirea) cu telescopul de patru țoli al Harvard College Observatory de la Cambridge (Massachusetts, SUA).

## Denumire
Asteroidul a primit numele Maja / Maia cu referire la Maia, din mitologia greacă, una dintre Pleiade, la sugestia lui Josiah Quincy III, fost președinte al Universității Harvard.

## Caracteristici orbitale
Orbita asteroidului 66 Maia se caracterizează printr-o semiaxă majoră egală cu 395.668 Gm (2,64 u.a.), o excentricitate de 0,173, cu o perioadă orbitală de 1.571,107 zile (~4,30 ani), fiind înclinată cu 3,047° față de ecliptică.